# 天主教馬貝爾教區
天主教馬貝爾教區 （拉丁語：Dioecesis Marbeliana）是菲律賓一個羅馬天主教教區，屬天主教哥打巴托总教区。轄區包括南哥打巴托省及薩蘭加尼省，以及蘇丹庫達拉省的一部。
2004年有教友1,202,322人、24個堂區、80名司鐸。教區主教迪幼爾多‧古鐵雷斯。
1960年12月17日設自治監督區，1982年11月15日升為教區。